# Allodiopsis moravica
Allodiopsis moravica är en tvåvingeart som beskrevs av Sevcik 2004. Allodiopsis moravica ingår i släktet Allodiopsis och familjen svampmyggor.
Artens utbredningsområde är Tjeckien. Inga underarter finns listade i Catalogue of Life.